# Griswoldia natalensis
Griswoldia natalensis là một loài nhện trong họ Zoropsidae.
Loài này thuộc chi Griswoldia. Griswoldia natalensis được George Newbold Lawrence miêu tả năm 1938.